# Valdecir Araújo
Valdecir Ferreira Araújo (Boa Viagem, 15 de julho de 1966) é um tecladista e sanfoneiro brasileiro.

## Carreira
Sua primeira participação no rádio foi em 1980, com o radialista Guajará Cialdini. Já na TV, teve sua primeira participação no programa TV Tudo, apresentado por Francisco Félix, na antiga TV Educativa, em 1981.
O primeiro emprego foi no teatro São José, através da professora Leirice Porto, que era uma das juradas do apresentador Irapuan Lima, em 1984.
Já o segundo emprego foi com Messias Holanda no Levanta Poeira, em 1986.
Sua estreia em estúdio aconteceu em 1988, gravando uma paródia política, tendo sua primeira gravação oficial no disco Sonho Real, de sua esposa Andrelina Dantas.
Em junho de 1989, começou a trabalhar fixo com Carneiro Portela, no programa Ceará Caboclo, na TV Ceará.
Em 1994, começou a trabalhar com Sirano e em outubro de 1996, foi contratado pela SomZoom Estúdio.
Nos anos 80, Valdecir Araújo era um dos mais requisitados para acompanhar artistas em bairros, em programas de rádios de emissoras, como TV Verdes Mares, TV Dragão do Mar, Rádio Cidade, entre outras.
O renomado sanfoneiro já ultrapassa a marca de 500 álbuns gravados com sua sanfona, entre CDs e DVDs de bandas como Matruz com Leite e todas as outras do grupo SomZoom, como Elba Ramalho, Sirano & Sirino, etc.
Em 1998, Valdecir participou do 19º álbum Flor da Paraíba da cantora brasileira Elba Ramalho.[carece de fontes?] O músico participou com seu acordeom em todas as faixas, exceto 4, 11 e 12.
Valdecir Araújo também produziu os cinco CDs do cantor Philipe Dantas com sua mãe Andrelina Dantas, tendo a participação do padre Antônio Maria no CD "Muito mais Além de 2006".
O músico também apresenta os programas de rádio Forró das Antigas aos sábados, e aos domingos o programa Domingando com Dominguinhos, programa voltado à carreira do Dominguinhos na Web Rádio Ceará Rural.

## Homenagens
Em maio de 2015, recebeu o troféu Gonzagão no Náutico Atlético Cearense.
Em dezembro de 2024, Valdecir Araújo foi homenageado pela Assembleia Legislativa do Estado do Ceará.
Em 2025, o artista teve a sua história publicada no livro Saudosa memória de uma família pioneira do jornalista Lidenilson Delfino.

## Discografia
- 2000 - Falcão
- 2001 - Mastruz com leite
- 1998 - Elba Ramalho
- 1998 - SIRANO & SIRINO
- 1999 - LUIZINHO DE IRAUÇUBA
- 1999 - ADAMASTOR PITACO
- 1999 - ORIGINAIS DO FORRÓ
- 1999 - NOVINHO DA PARAÍBA
- 2000 - PINDUCA - AO VIVO
- 2000 - DANIEL MARQUES